# Hortons huvudvärk

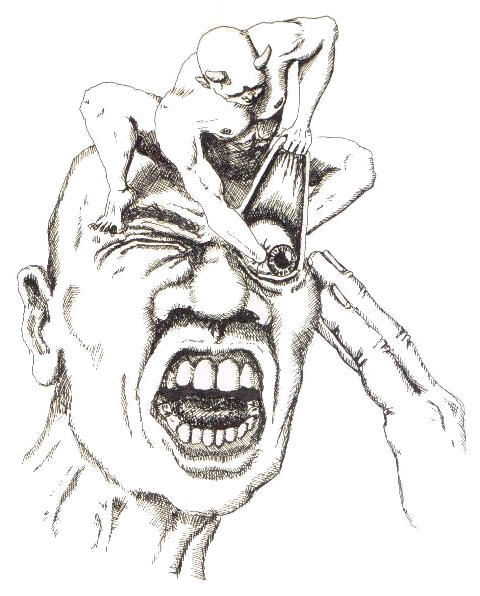
En illustration av den smärta som Hortons huvudvärk ger

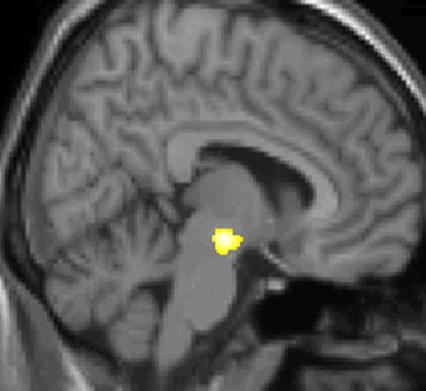
En VBM-bild på hypotalamus under pågående Hortons attack

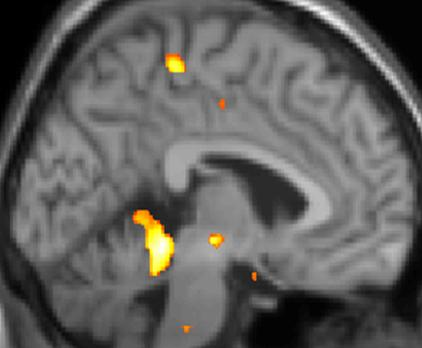
En PET-bild på de delar av hjärnan som är aktiv under en pågående Hortons attack

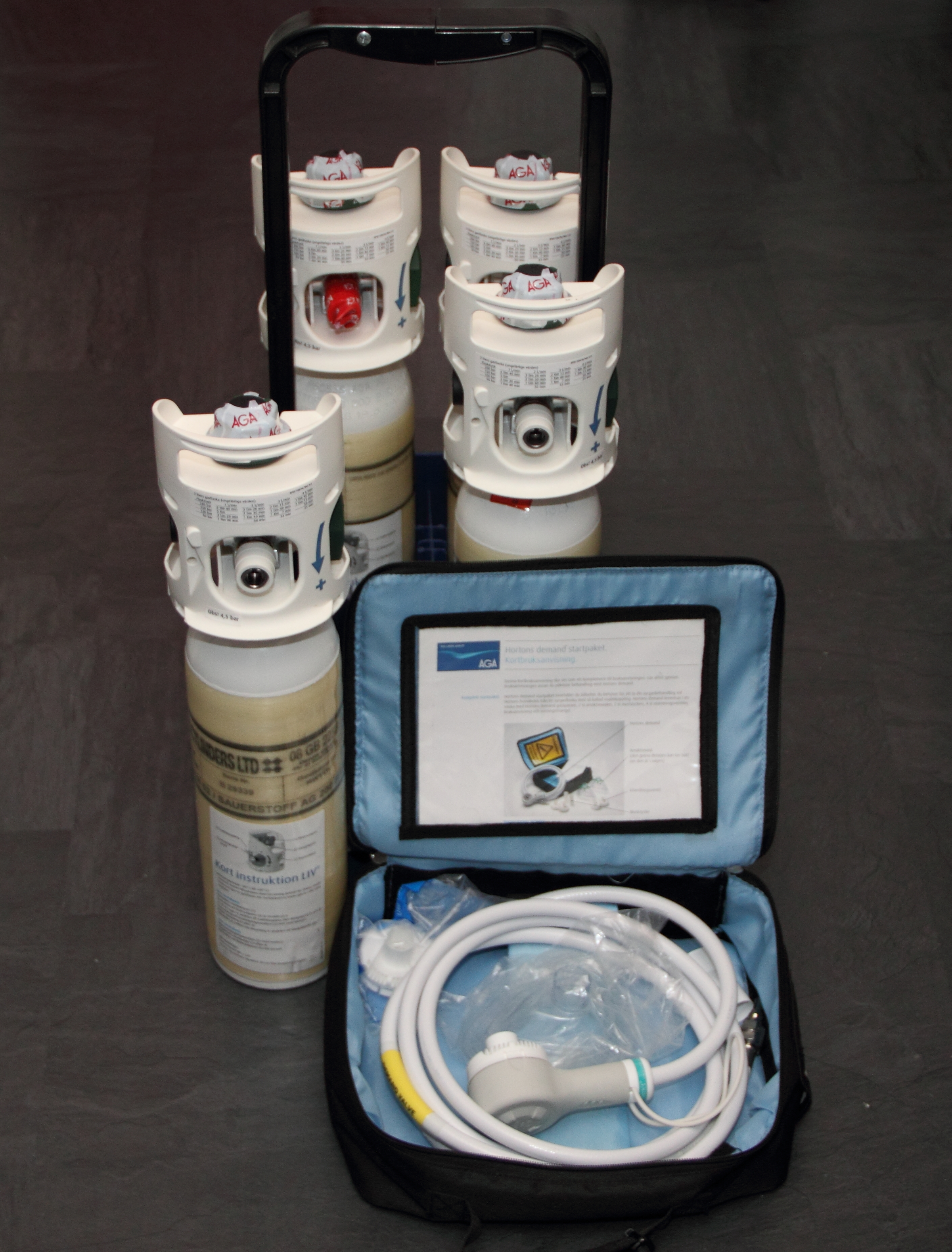
Ett "Horton Demand" startpaket med fyra syrgasflaskor som kan fås på recept i Sverige av läkare

Hortons huvudvärk är en sjukdom som innebär återkommande attacker av extremt svår huvudvärk som kan liknas vid njurstens- eller förlossningssmärtor. Smärtan är koncentrerad till en och samma sida av ansiktet och är centrerad till ögat, men kan även gå vidare ut mot tinning, näsa och tandkött. Attackerna kommer ofta under samma tider på dygnet och i kortare eller längre perioder. Sjukdomen är ovanlig och mindre än en promille av befolkningen drabbas (cirka 0,1%). De flesta, åtta av tio, som drabbas är män. Flertalet är rökare. Sjukdomen brukar debutera i tjugo- till fyrtioårsåldern, men kan upphöra i sextiofemårsåldern. 
Exakt vad som orsakar sjukdomen är ännu inte helt känt. Vad man vet är att under en attack är hypotalamus aktiv, den del av hjärnan som styr bland annat dygnsrytmen. Under anfallet sväller även blodkärl upp bakom det öga där smärtan sitter och skapar en kraftig svullnad.

## Symptom
Sjukdomen yttrar sig genom attacker av mycket svår huvudvärk som är återkommande under perioder från en vecka upp till några månader (därav det engelska namnet cluster headache). Perioderna kommer ofta vid samma tid på året, ofta under hösten eller våren. Under en sådan period drabbas patienten av anfall från varannan dag upp till flera gånger per dygn. Värken återkommer inte sällan samma tidpunkt på dygnet, ofta nattetid när patienten sover. Det är oftast under just REM-sömnen som ett anfall börjar. Smärtan är så intensiv att patienten väcks med ett ryck ur sin sömn. Anfallen kan dock även komma när patienten är vaken. Huvudvärken utvecklas snabbt och varar från femton minuter upp till flera timmar, men väldigt sällan längre än ett par dagar. Eftersom anfallen ofta kommer när den drabbade sover och väcker denne ur sin sömn, blir patienten fort både fysiskt och psykiskt utmattad. Förutom smärtan kan en del andra symptom uppstå under en attack så som oroskänsla och rastlöshet, svettningar i ansiktet, rodnad i ögat och hängande ögonlock, nästäppa, rinnande näsa och öga.

### Smärtan
Smärtan är i regel halvsidig med centrum bakom ögat och är mycket intensiv och skärande. Det kan kännas som att ögat trycks ut från huvudet. Vid smärtattacker kan svimning förekomma på grund av smärtchocken. Graden av smärta som upplevs under ett anfall är påfallande större än andra huvudvärksanfall (såsom till exempel migrän) och kan väcka en person från djup sömn. Huvudvärken har även kallats "suicide headache" (självmordshuvudvärk) på grund av den rent olidliga smärtan den drabbade upplever och för att det finns fall då detta drivit personen ifråga till att begå självmord. Kvinnliga patienter har beskrivit smärtan som mycket svårare än den vid en förlossning. Hortons huvudvärk har i vissa texter blivit beskriven som det svåraste smärttillståndet som en människa kan uppleva. Vid en attack är det vanligt att patienten vankar av och an eller sitter upprätt och trycker händerna mot tinningarna.
Att lägga sig ner gör ofta att smärtan blir ännu värre.

## Behandling
Smärtan vid Hortons huvudvärk är svårbehandlad med vanliga smärtstillande läkemedel. 

### Akut behandling
Vid akuta attacker kan medicinskt syre vara en bra behandling och bör då sättas in så snart som attacken börjar. Vanligtvis används cirka 7–12 liter syre per minut men vissa patienter behöver upp till 15 liter per minut för att få effekt. Vanlig behandlingstid är cirka 10–15 minuter. Syrgasbehandling är en snabb och effektiv behandling som har visat sig fungera bra för många patienter. Dessutom har syrgasbehandlingen få biverkningar. Annan akut behandling är injektioner av sumatriptan där patienten är begränsad till två doser per dygn. Ibland används olika former av förebyggande medicinering under skov.
Kontakt med läkare är viktigt för att ställa rätt diagnos och hitta rätt medicinering, både förebyggande och för akut behandling.
Behandling med vanlig nässpray i tidigt skede har visat sig kunna mildra attacken och i vissa fall stoppa den.

### Preventiv behandling
Som förebyggande behandling används ofta Verapamil (Isoptin) eller kortisontabletter. Om inte detta hjälper kan litium och ytterligare några läkemedel provas. En ny behandlingsmetod går ut på att operera in en elektrisk stimulator intill ansiktets smärtnerver. Genom att starta stimulatorn under varje attack får man både akut smärtlindring och en förebyggande effekt. Än så länge finns metoden bara på några centra i världen, i Sverige endast vid neurokirurgiska kliniken i Uppsala.
Studier har visat att Hortons patienter ofta lider av magnesiumbrist. Vid extra tillskott av magnesium har attackerna avtagit i styrka för att helt försvinna och i ett antal fall har inte huvudvärksperioderna återkommit. Det finns en del saker som kan utlösa en attack som bör undvikas under en Hortons period. Bland annat är alkohol och rökning känt för att utlösa attacker. Stress är också känt för att kunna utlösa en attack.
Man bör även undvika att ändra på sina sovrutiner, vilket kan vara svårt under en Hortons period då sjukdomen ofta väcker en person flera gånger per dygn.
Man kan försöka med att sova sittande eller halvsittande för att lindra anfall under sömnen. Det är dock inte alltid detta hjälper då det är sömnen i sig som ofta orsakar anfallen.

## Forskning
Viss forskning tyder på att intag av LSD, psilocybin (som finns i hallucinogena svampar) eller DMT kan avbryta anfall.